# Quod Libet (Medienspieler)
Quod Libet ist ein grafischer Audioplayer für Linux, der Musikdateien, Internetradio und Audio-Feeds verwalten und abspielen kann. Quod Libet baut auf dem Multimedia-System GStreamer auf und ist unter Verwendung von Python und GTK+ als freie Software geschrieben worden. Sein besonderes Anliegen ist es, dem Benutzer möglichst große Freiheit und Flexibilität beim Zugriff auf seine Medienbibliothek zu gewähren; davon leitet sich auch der Name (lat. quod libet = was beliebt) ab.

## Beschreibung

### Grundfunktionen
Quod Libet erlaubt es, eine Abspielliste durch einen regulären Ausdruck frei zu definieren und dabei den Inhalt jedweder Metadaten-Tags abzufragen. Er ist in Hinblick auf Skalierbarkeit optimiert, sodass sich selbst im Betrieb mit mehreren Tausend Musikstücken keine Probleme einstellen.
Zum Abspielen von Audiodateien und -streams benutzt Quod Libet die Bibliothek GStreamer. Welche Audioformate unterstützt werden, hängt von den im System installierten Gstreamer-Plugins ab. Zum Lieferumfang der populären Distributionen gehören in der Regel die freien Formate Ogg Vorbis, Opus und das verlustfreie FLAC. Bei Vorhandensein der Module für teils proprietäre Formate bietet Quod Libet volle Unterstützung für MP3, MP4-AAC, Musepack, SPC, True Audio, WAV, WavPack, Windows Media Audio, Speex und Trackermodule.

### Besonderheiten
Besondere Eigenschaften von Quod Libet sind die Unterstützung der automatischen Lautstärkeregelung Replay Gain, ein Metadaten-Editor, der nicht auf vorgegebene Tags beschränkt ist, die genaue Beachtung von Format-Standards und eine große Auswahl an Plugin-Erweiterungen wie etwa iPod- und Audioscrobbler-Unterstützung oder die Nachschlagefunktion für Wikipedia. Außerdem bietet er als Ansichten einen Albenmodus, eine iTunes ähnliche Filteransicht, eine funktionelle Suchmaske, eine Dateibaumansicht und weitere mehr.
Ab der Version 2.2 ist Quod Libet sowie der ergänzende Metadaten-Editor Ex Falso auch unter Windows lauffähig. Die Namen der beiden Programme ergeben zusammen den logischen Grundsatz ex falso quodlibet.